# 漢語拉丁化方案
漢語拉丁化方案（英語：Romanization of Chinese）即以拉丁字來為漢語口語注音的方案。由於漢語所使用的漢字是表意文字，很多時候都無法直接表達其讀音，因此在中國古代就已出現如反切等來為漢字注音的方法。

## 背景
漢字作為表意文字本身並不具備反映其讀音和聲調的功能，因此非母語人士學習漢語無疑是難上加難。在中國古代就已經出現了廣韻反切這種注音方案。惟漢語讀音會根據時代日新月異，因此反切所反映的讀音或許如今已不太適用，且漢語音韻在各地也各自發展成了大相徑庭的口語，也就是方言，導致了反切無法完全對應同一個漢字在地方的用法。
時至19世紀，由於西方傳教士的到來，為更方便親近當地民眾而有利於傳教事業，傳教士們就必須學習當地語言。

## 拉丁化方案

### 現代標準漢語 (普通話 / 國語)

#### 中华人民共和国
- 漢語拼音（1958年）：在中華人民共和國，這套方案已經被官方確認為羅馬化漢語的標準方案。多數應用於教學方面，是學習普通話音韻時使用的學習工具，並為新馬等國所采納。這套方案亦被國際社會普遍所接受，作為拼寫中文或名字時的標準。漢語拼音價值在於中國地大物博，人口之多，與其他面積和人口相若的國家一樣，出現了多種漢語方言。所以需要有一套統一的書寫系統和語言去進行溝通。
- ISO 7098（1991年）：國際標準化組織的方案，與漢語拼音非常相似。

#### 中華民國
- 威妥瑪拼音：通用拼音始為官方系統前，多數中華民國地名、路名與中華民國國民姓名多以此一拼音系統拼寫。
- 國語羅馬字（1926年）：中華民國教育部於1926年正式公佈後在於全中國地域使用。1949年後則於台灣地區繼續使用，後來才被注音符號第二式所取代。
- 注音符號第二式（1986年）：主要於台灣使用，目前仍普遍用於以兒童為對象的公共場合或機構。
- 通用拼音（2000年）：主要於台灣，亦包含台灣閩南語和台灣客語三種拼音方案。[1]

#### 曾用拼音方案
- 法國遠東學院拼音（1940~1950年代）：由法國遠東學院於19世紀發明，主要於法國使用。
- 拉丁化新文字（1926~1928年）：把音調省略，主要於前蘇聯及中共占领区使用，是漢語拼音的前身。
- 德國式拼音（1909~1930年代）：主要於德國殖民地（如膠州灣）内使用。
- 郵政式拼音（1906年）：早期的國際地址標準。
- 威妥瑪拼音（1912年）：音譯方案，在中國大陸常用於第二次世界大戰之前，在台灣現今仍用於縣市級以上之地名及大多台灣人名。
- 耶魯拼音（1942年）：由美國所創，用於戰地通訊。
- 捷克拼音：主要於捷克和斯洛伐克使用。
- 美國國會圖書館標準方案：和威妥瑪拼音類似的方案[2], 但在2000年已經被轉換成漢語拼音。 [3]

### 官話
官話作為漢語族使用最廣的方言，除了被采納為現代標準漢語的北京官話，亦包括東北官話、冀魯官話、膠遼官話、中原官話、蘭銀官話、西南官話、江淮官話、晉語（有爭議）。唯諸官話方言中的拉丁化方案仍有不足。下列列出目前所有的各種官話方言拼音。

#### 華北官話
東北官話、冀魯官話和膠遼官話等華北官話音韻與北京官話大差不差，因此能直接套用漢語拼音、注音符號等為北京官話為基礎的現代標準漢語的拼音方案。
中原官話與蘭銀官話音韻較為相近，音韻與上列華北官話亦有些許不同，卻仍然能以現代標準漢語的拼音方案套用，只不過多數聲調無法被實現。中原、蘭銀官話目前並未有更好的拼音方案，不過在網絡上已有方言愛好者為自己的母語創造的拼音方案，如西安話、[[]]等。
- 東干語，是清末同治陝甘回亂遷入俄國屬中亞的回族之母語，屬甘肅和陝西官話的變體，並擁有大量源自回教的詞匯。為方便學習，在蘇聯時期曾有使用東干語以西里爾字母拼寫東干語的方案，而西里爾字母正好能直接轉換為拉丁字母。西里爾化東干語很大程度能作為中原及蘭銀官話的拼寫方案使用。

#### 西南官話
西南官話涵括區域較廣，且内部差異也較大，因此各地方言之間有些難以相同。且西南官話與華北官話相差太大，有些則不太適合以漢語拼音為其拼音方案。雖未普及，但目前的西南官話拼音方案也不在少數。
- 四川话拉丁化新文字（1936年）：基於重慶話，製定於民國新文字運動時期。該拉丁方案唯服務於將口語拉丁化，而不標注聲調，聲調僅能依據上下文進行推斷，不適合作非母語者學習的媒介。
- 四川话拼音：基於成都話，為現代製定之拼音方案，服務於部分四川話辭書的注音，主要根據漢語拼音設計，並采用以數字標注聲調的方案，因此非常適合普及使用與非母語者學習媒介。四川話拼音只能作為成都話的拼音方案使用，并不能反映如入聲保留的岷赤小片。
- 柳州話拼音：是《柳州市誌》中根據漢語拼音設計的，亦采用數字標注聲調的方案，用於標記柳州話、桂林話語音的標音方案，雖未普及，但非常適合非母語者學習及使用。

#### 江淮官話
江淮官話音韻與華北官話亦大相徑庭，某些字的讀音亦受吳語影響。
- 南京話拼音（1902年）：由時任中國海關官員的德國人赫墨齡所製作，原根據威妥瑪拼音設計，後推出的輸入法方案則是根據漢語拼音設計，采用以數字標注聲調的方案，更利於普及使用。
- 拉丁化揚州話（1940年）：誕生於民國新文字運動，唯服務於拉丁化某地方言為主，因此並不標注聲調。分為手耕、務滋、方平三人與胡大中兩種方案，兩種方案在韻母系統的整理有些許出入。

### 粵語
粵語内部差異相差適中，且在詞匯上的使用是絕對統一的，不過有些方言諸如標準粵語無法與周邊的四邑話不能相通的問題仍然存在，且粵語音韻内部差異較大。這是由於粵語諸方言在隨時代變化時的音韻各有不相，如邕潯片、高陽片、欽廉片與四邑片發展出了清齒齦邊擦音（/ɬ/），是標準粵語所沒有的。